# Mario Andreacchio
Mario Andreacchio (né le 1er janvier 1955 en Australie) est un réalisateur, scénariste, producteur de cinéma, acteur et monteur australien.

## Filmographie

### Comme réalisateur
- 1986 : The Flying Doctors (série télévisée)
- 1986 : Fair Game
- 1988 : The Dreaming
- 1988 : Captain Johnno (TV)
- 1990 : More Winners: Second Childhood (TV)
- 1992 : The New Adventures of Black Beauty (feuilleton TV)
- 1992 : Vaudeville (TV)
- 1992 : Lift Off (série télévisée)
- 1994 : Sky Trackers (série télévisée)
- 1995 : Napoléon en Australie (Napoleon)
- 1998 : Coco, le perroquet qui en savait trop (The Real Macaw)
- 1999 : Sally Marshall Is Not an Alien
- 2001 : La Jeunesse des trois mousquetaires (Young Blades)
- 2003 : Gauguin (Paradise Found)
- 2006 : La Balade des éléphants (Elephant Tales)
- 2011 : The Dragon Pearl

### Comme scénariste
- 1988 : The Dreaming
- 1992 : Vaudeville (TV)
- 1995 : Napoléon en Australie (Napoleon)
- 2006 : La Balade des éléphants (Elephant Tales)

### Comme producteur
- 1995 : Napoléon en Australie (Napoleon)
- 2003 : Gauguin (Paradise Found)
- 2006 : La Balade des éléphants (Elephant Tales)

### Comme acteur
- 2001 : La Jeunesse des trois mousquetaires (Young Blades) : The abbot

### Comme monteur
- 1992 : Vaudeville (TV)